# Christoph Zimmermann
Christoph Zimmermann (1993. január 12. –) német labdarúgó, a Borussia Dortmund II hátvédje.